# 高円宮杯 JFA U-18サッカープリンスリーグ九州
高円宮杯 JFA U-18サッカープリンスリーグ九州（たかまどのみやはい ジェイエフエイ アンダーエイティーン サッカープリンスリーグきゅうしゅう）は、全国に9つある高円宮杯 JFA U-18サッカープリンスリーグのひとつ。九州地方8県（福岡県、佐賀県、長崎県、熊本県、大分県、宮崎県、鹿児島県、沖縄県）の2種（高校生・ユース）チームが参加するサッカーリーグ戦である。

## レギュレーション

### 2003年 - 2010年
2003年は16チームを2リーグに編成し8チームによる一回戦総当たりの後各リーグ上位2チームずつ4チームによる順位決定戦。
04年、05年は1部12チーム、1部12チームによる一回戦総当たり。
06年、07年は1部が12チームによる一回戦総当たり、2部が12チームを6チームに分け一回戦総当たりによる前期リーグと、前期の上位8チームと下位4チームずつに分かれた後期リーグ。

### 2011年 - 2014年
2011年以降は、1部、2部それぞれ全チームによる一回戦総当たりによって行う。
2011年は1部、2部共に12チーム
2012年は1部12チーム、2部10チーム
2013年、14年は1部、2部共に10チーム

### 2015年 -
JFAの方針により、2015年より1部制に移行。(2部制を実施していた他地域も、2014年度までに移行済み)
チーム数は10チーム、年間18試合(2回戦制)行われる予定。

(http://www.fukuoka-fa.com/images/20120911102118.pdf)

(http://www.pl-kyushu.com/about/index.html)

## 参加チーム

### 2024年度
☆は前年度下部リーグ、★は前年度上位リーグ所属チーム
- ロアッソ熊本 U-18 (熊本県)　★
- 鹿児島城西高校 (鹿児島県)
- 日章学園高校 (宮崎県)
- V・ファーレン長崎U-18 (長崎県)
- アビスパ福岡 U-18 (福岡県)
- 大分トリニータ U-18 (大分県)
- 長崎総合科学大学附属高校(長崎県)
- 大津高校 2nd(熊本県)
- サガン鳥栖U-18 2nd(佐賀県)
- 九州国際大学付属高校(福岡県）
- 飯塚高校（福岡県）

## 歴代成績

### 2003年 - 2010年
| 大会結果 | 大会結果         | 大会結果 | 大会結果 |
| 年度     | 優勝             | 優勝回数 | 備考     |
| -------- | ---------------- | -------- | -------- |
| 2003年   | 鹿児島城西高校   | 初優勝   |          |
| 2004年   | 鹿児島実業高校   | 初優勝   |          |
| 2005年   | 鵬翔高校         | 初優勝   |          |
| 2006年   | ルーテル学院高校 | 初優勝   |          |
| 2007年   | 東海大五高校     | 初優勝   |          |
| 2008年   | 鹿児島城西高校   | 2回目    |          |
| 2009年   | 東福岡高等学校   | 初優勝   |          |
| 2010年   | アビスパ福岡U-18 | 初優勝   |          |

### 2011年 - 2020年
| 大会結果 | 大会結果                 | 大会結果 | 大会結果                                          |
| 年度     | 優勝                     | 優勝回数 | 備考                                              |
| -------- | ------------------------ | -------- | ------------------------------------------------- |
| 2011年   | 大津高校                 | 初優勝   |                                                   |
| 2012年   | 大津高校                 | 2回目    | 参入戦に勝利し、翌年プレミアリーグウエストに参入  |
| 2013年   | 大分トリニータU-18       | 初優勝   |                                                   |
| 2014年   | 大分トリニータU-18       | 2回目    | 参入戦に勝利し、翌年プレミアリーグウエストに参入  |
| 2015年   | 大津高校                 | 3回目    | 参入戦に勝利し、翌年プレミアリーグウエストに参入  |
| 2016年   | 長崎総合科学大学附属高校 | 初優勝   |                                                   |
| 2017年   | サガン鳥栖U-18           | 初優勝   |                                                   |
| 2018年   | サガン鳥栖U-18           | 2回目    |                                                   |
| 2019年   | サガン鳥栖U-18           | 3回目    | 参入戦に勝利し、翌年プレミアリーグウエストに参入※ |
| 2020年   | 大津高校※                | 4回目    |                                                   |

※2020年は新型コロナウイルス感染症流行の影響によりプレミアリーグの実施が取り止められたことから、プリンスリーグ九州に参加予定のチームにプレミアリーグに参加予定であった九州地区のチーム（東福岡高校・大津高校・サガン鳥栖U-18）を加えた「スーパープリンスリーグ九州」として実施。

### 2021年 -
| 大会結果 | 大会結果               | 大会結果 | 大会結果 |
| 年度     | 優勝                   | 優勝回数 | 備考     |
| -------- | ---------------------- | -------- | -------- |
| 2021年   | V・ファーレン長崎 U-18 | 初優勝   |          |
| 2022年   | 神村学園高等部         | 初優勝   |          |
| 2023年   | 鹿児島城西高校         | 3回目    |          |
| 2024年   | アビスパ福岡 U-18      | 2回目    |          |